# Polskie Siły Powietrzne w Wielkiej Brytanii
Polskie Siły Powietrzne w Wielkiej Brytanii (PSP) – rodzaj sił zbrojnych w Polskich Siłach Zbrojnych w latach 1940–1947, którego oddziały stacjonowały w Wielkiej Brytanii.
Polskie Siły Powietrzne na terenie Wielkiej Brytanii zaczęły się tworzyć wraz z organizacją Polskich Sił Zbrojnych  już w trakcie kampanii francuskiej w 1940. Polski personel lotniczy i naziemny (podobnie jak i innych rodzajów sił zbrojnych) docierał do Wielkiej Brytanii z Polski w 1939 pod koniec kampanii wrześniowej przez kraje skandynawskie, a w 1940 z Francji bezpośrednio lub przez inne kraje.

## Historia PSP w Wielkiej Brytanii

Flaga Polskich Sił Powietrznych (1940-1947)

Flaga wojskowych portów lotniczych (1938-1945)

### Porozumienia dotyczące przyjmowania polskich lotników
Pierwsze rozmowy z RAF w sprawie organizacji polskiego lotnictwa w Wielkiej Brytanii podjęto w końcu września 1939 . Jednak zorganizowanie polskich jednostek wojskowych w Wielkiej Brytanii było skomplikowane z uwagi na brak podstaw prawnych do uznania suwerenności sił zbrojnych obcego państwa na terytorium brytyjskim i dowództwa nad nimi.
Już 23 października 1939 we Francji strona brytyjska przekazała stronie polskiej memorandum, w którym wyrażono gotowość przyjęcia 300 lotników oraz 2000 osób personelu pomocniczego do tworzonych dwóch dywizjonów bombowych oraz dwóch rezerwowych. Porozumienie w tej sprawie podpisano 19 listopada 1939 . Polski personel lotniczy miał mieć umundurowanie brytyjskie, z polskim orłem na czapce i napisem Poland na górnej części rękawów. Na samolotach mogły się pojawić polskie oznaczenia lotnicze (pomniejszona szachownica obok kokardy RAF), a na lotniskach mogła być wywieszana polska flaga lotnicza, poniżej flagi RAF.
Czekając dalej na formalne akty prawne, już od grudnia 1939 rozpoczęto przyjmowanie z Francji: pilotów, nawigatorów, strzelców pokładowych oraz personelu naziemnego do Obozu Lotnictwa Polskiego (potem zwanym Centrum Lotnictwa Polskiego) w bazie RAF Eastchurch. Tam rozpoczęto szkolenia, zaczynając od nauki języka angielskiego. 

### Formowanie polskich jednostek lotniczych

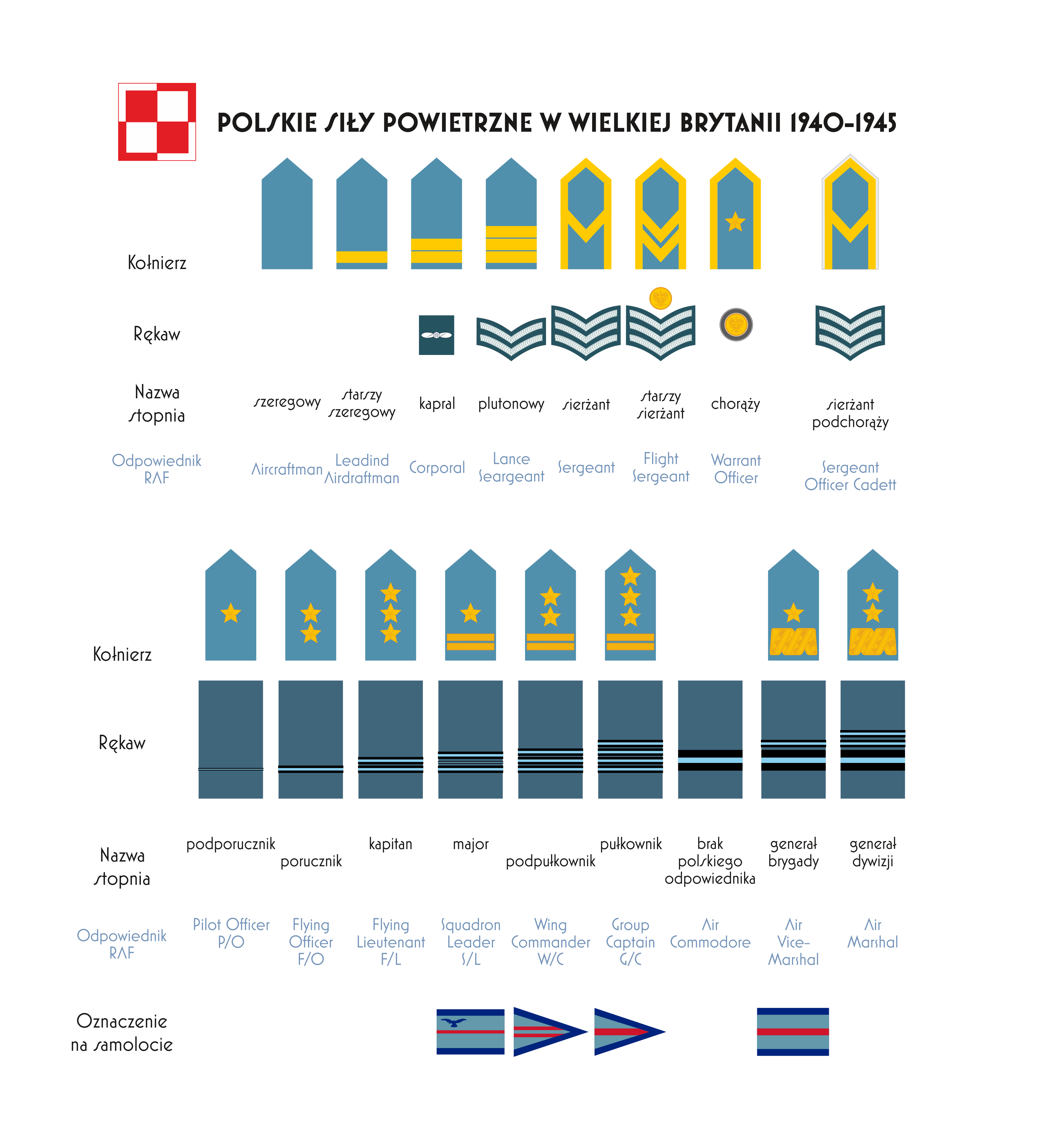
Stopnie PSP oraz RAF

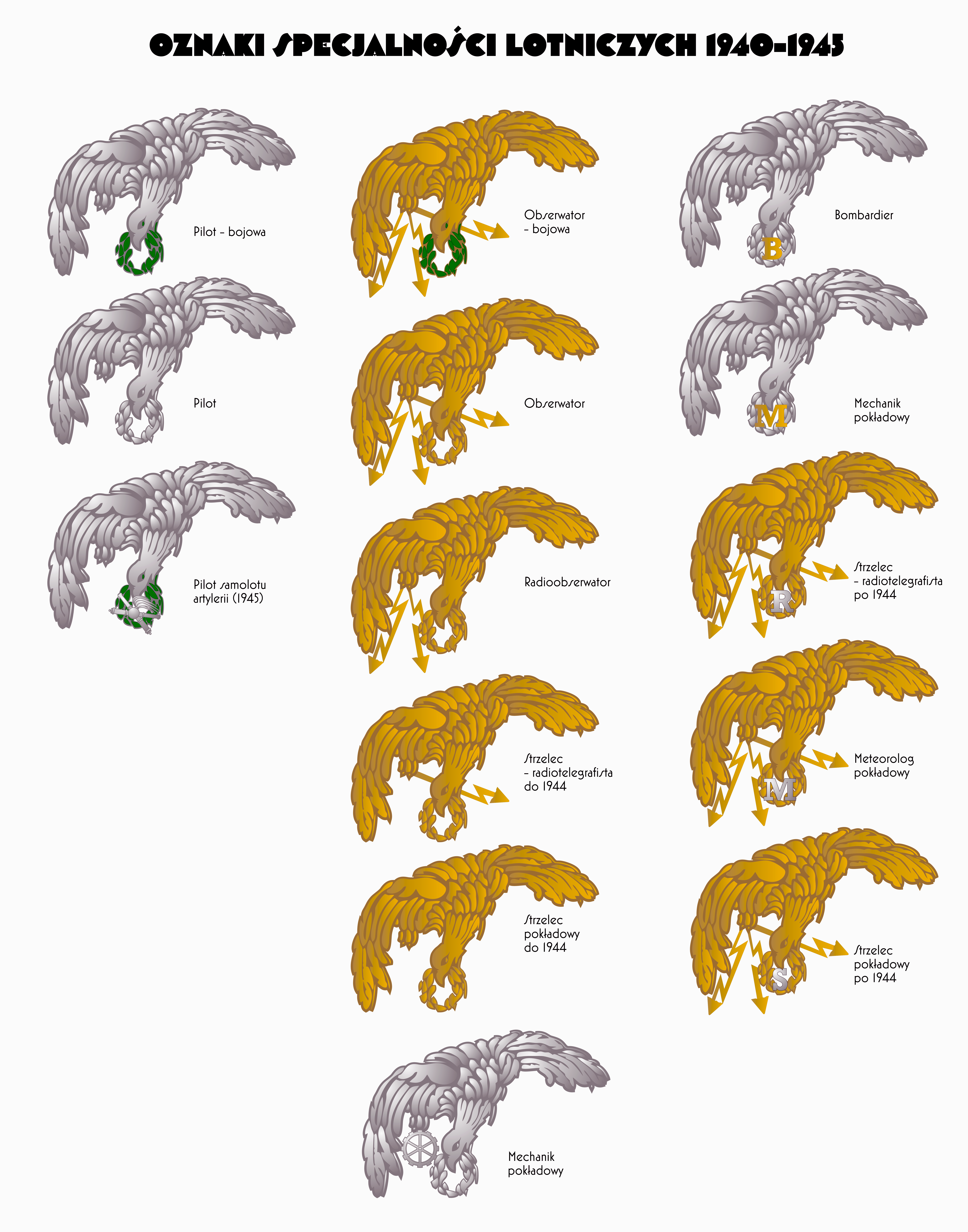
Odznaki specjalności lotniczych PSP

W okresie brytyjskiej ewakuacji wojsk z Dunkierki odbywały się polsko-brytyjskie rozmowy, podczas których 28 maja 1940 generał Władysław Sikorski otrzymał od premiera Winstona Churchilla odręczne pismo wraz z memorandum i projektem umowy określającej zasady formowania polskich jednostek lotniczych na terenie Wielkiej Brytanii. Rozmowy zakończyły się 11 czerwca 1940 podpisaniem umowy lotniczej o ochotniczym zaciągu żołnierzy lotnictwa polskiego do Royal Air Force (RAF) oraz o zorganizowaniu jednostek Polskich Sił Powietrznych ściśle związanych organizacyjnie i operacyjnie z RAF, z utworzeniem dwóch dywizjonów bombowych z ośrodkiem szkolnym w bazie RAF Bramcote. Rozpoczęto też przyjmowanie polskich pilotów na szkolenia bezpośrednio do angielskich dywizjonów myśliwskich, pod ich wyłącznym dowództwem i podlegającym brytyjskim przepisom. Do akcji w okresie Bitwy o Anglię, w sierpniu 1940, weszło dwóch spośród dziesięciu wyszkolonych polskich pilotów (obaj ze składu 65 Dywizjonu Indii Wschodnich): F/O Franciszek Gruszka i F/O Władysław Szulkowski .

### Formalne utworzenie PSP
Po rozejmie w Compiègne, zwiększył się napływ polskich żołnierzy do Anglii i powstała konieczność podpisania kolejnej umowy, która została zawarta 5 sierpnia 1940. Uznano w niej, że Polskie Siły Powietrzne są częścią suwerennych Polskich Sił Zbrojnych (PSP) – lotnicy mieli już składać tylko polską przysięgę wojskową. Zadeklarowano powstanie 4 dywizjonów bombowych, 2 dywizjonów myśliwskich i 1 dywizjonu współpracy z armią lądową oraz przewidziano (w razie potrzeb i możliwości) powstanie 3 kolejnych dywizjonów myśliwskich. Flagi polskie mogły być już umieszczane obok flag brytyjskich, zaś piloci mogli nosić także polskie oznaczenia stopni wojskowych i specjalności lotniczych. Ważnym elementem umowy było powstanie Inspektoratu PSP, którego Inspektor miał współpracować z brytyjskim Ministerstwem Lotnictwa w zakresie administrowania polskim personelem. Polskie jednostki lotnicze w dalszym ciągu miały podlegać dowództwu brytyjskiemu RAF, stacjonując w bazach lotniczych RAF.
Odpowiednia ustawa Allied Forces Act, formalnie regulująca suwerenność sił zbrojnych obcego państwa na terenie brytyjskim, została uchwalona przez Parlament brytyjski 22 sierpnia 1940. Ustawa rozciągała na PSP prawa Visiting Forces Act przynależne dotychczas siłom wojskowym z państw Wspólnoty Brytyjskiej .

### Polskie Dowództwo PSP
Dopiero 6 kwietnia 1944 podpisano trzecią umowę, na mocy której polskie jednostki lotnicze przeszły wyłącznie pod polskie dowództwo, z polskim regulaminem wojskowym. Inspektorat PSP przemianowano wówczas na Dowództwo PSP.

### Rozwiązanie PSP
W marcu 1946 roku rząd brytyjski powołał Komitet do Spraw Polskich Sił Zbrojnych, który postanowił je rozwiązać, z przeniesieniem personelu do powołanej specjalnej organizacji Polski Korpus Przysposobienia i Rozmieszczenia. PSP zostało rozwiązane w 1947, razem z rozwiązaniem Polskich Sił Zbrojnych .

## Inspektorzy PSP
- gen. bryg. pil. Władysław Kalkus (maj 1940 – 1 lipca 1940)
- gen. bryg. pil. Stanisław Ujejski (17 lipca 1940 – 15 sierpnia 1943)
- gen. bryg. pil. Mateusz Iżycki (23 sierpnia 1943 do końca wojny)

## Mundur PSP w Wielkiej Brytanii
Żołnierze Polskich Sił Powietrznych nosili stalowoniebieski mundur RAF-u z polskimi guzikami, polskimi oznakami stopni na małych patkach, nałożonych na wyłogi kołnierzy, oraz z brytyjskimi oznakami stopni funkcyjnych na rękawy kurtek, na naramienniki płaszczy i bluz battle-dressu. Szeregowi nosili metalowe godła wzorowane na lotniczych godłach z roku 1936, oficerowie zaś haftowane szychem srebrnym, a skrzydła husarskie — złotym na czarnych podkładkach. Do ubioru polowego piloci poszczególnych dywizjonów nosili różnokolorowe szaliki .
Lotnicy obowiązani byli nosić oznaki stopni RAF (błękitno-czarne) na rękawach kurtek i na naramiennikach płaszczy. Polskie oznaki stopni wojskowych (złote) noszono w formie patki naszytej na kołnierzu kurtki i płaszcza zimowego. Na obu rękawach uniformu, 1,5 cm poniżej szwu naramiennika, wszyscy żołnierze lotnictwa zobowiązani byli nosić naszywkę POLAND wyszytą nićmi błękitnymi na podkładce barwy munduru.

## Spis jednostek PSP w Wielkiej Brytanii
| Godło                | Nazwa                                                                         |
| Skrzydła myśliwskie  | Skrzydła myśliwskie                                                           |
| -------------------- | ----------------------------------------------------------------------------- |
|                      | 1 Polskie Skrzydło Myśliwskie                                                 |
|                      | 2 Polskie Skrzydło Myśliwskie                                                 |
|                      | 3 Polskie Skrzydło Myśliwskie                                                 |
| Dywizjony bombowe    |                                                                               |
|                      | 300 Dywizjon Bombowy „Ziemi Mazowieckiej"                                     |
|                      | 301 Dywizjon Bombowy „Ziemi Pomorskiej"                                       |
|                      | 304 Dywizjon Bombowy„Ziemi Śląskiej im. ks. Józefa Poniatowskiego"            |
|                      | 305 Dywizjon Bombowy „Ziemi Wielkopolskiej im. Marszałka Józefa Piłsudskiego" |
| Dywizjony myśliwskie |                                                                               |
|                      | 302 Dywizjon Myśliwski „Poznański"                                            |
|                      | 303 Dywizjon Myśliwski „Warszawski im. Tadeusza Kościuszki"                   |
|                      | 306 Dywizjon Myśliwski „Toruński"                                             |
|                      | 307 Dywizjon Myśliwski Nocny „Lwowskich Puchaczy"                             |
|                      | 308 Dywizjon Myśliwski „Krakowski"                                            |
|                      | 315 Dywizjon Myśliwski „Dębliński"                                            |
|                      | 316 Dywizjon Myśliwski „Warszawski"                                           |
|                      | 317 Dywizjon Myśliwski „Wileński"                                             |
|                      | 318 Dywizjon Myśliwsko-Rozpoznawczy „Gdański"                                 |
|                      | Polski Zespół Myśliwski (Polish Fighting Team)                                |
|                      | 309 Dywizjon Współpracy „Ziemi Czerwieńskiej"                                 |
|                      | 663 Dywizjon Samolotów Artylerii                                              |
| Dywizjony szkolne    |                                                                               |
|                      | 6 (C)OTU Dyon Szkolenia Operacji Ochrony Wybrzeża                             |
|                      | 18 OTU Dyon Szkolenia Operacyjnego                                            |
| Eskadry              |                                                                               |
|                      | Eskadra C 138 Squadron                                                        |
|                      | 1586 Eskadra Specjalnego Przeznaczenia                                        |
|                      | Polska Eskadra Balonowa                                                       |

## Podsumowanie wysiłku operacyjnego i bojowego PSP

### Wyniki operacyjne jednostek myśliwskich
|                | Wysiłek operacyjny jednostek myśliwskich                                              |        |        |        |        |        |         |
| Rok            | 1940                                                                                  | 1941   | 1942   | 1943   | 1944   | 1945   | Razem   |
| samoloto-zadań | 2 199                                                                                 | 13 032 | 10 390 | 13 266 | 25 399 | 9 238  | 73 524  |
| godzin lotu    | 2 295                                                                                 | 16 722 | 15 365 | 23 264 | 46 595 | 18 575 | 122 816 |
|                | Samoloty nieprzyjaciela zniszczone w walkach powietrznych                             |        |        |        |        |        |         |
| Rok            | 1940                                                                                  | 1941   | 1942   | 1943   | 1944   | 1945   | Razem   |
| zniszczone     | 2141/6                                                                                | 199    | 90     | 114¾   | 101    | 29½    | 7485/12 |
| prawdopodobne  | 35                                                                                    | 52     | 36     | 42     | 8      | 2      | 175     |
| uszkodzone     | 37⅔                                                                                   | 57½    | 43     | 66     | 24     | 9      | 2371/6  |
|                | Samoloty nieprzyjaciela zniszczone na ziemi                                           |        |        |        |        |        |         |
| Rok            | 1940                                                                                  | 1941   | 1942   | 1943   | 1944   | 1945   | Razem   |
| zniszczone     | -                                                                                     | 3      | -      | -      | 2      | 9      | 14      |
| prawdopodobne  | -                                                                                     | -      | -      | -      | 2      | -      | 2       |
| uszkodzone     | -                                                                                     | 3      | -      | -      | 3      | 9      | 15      |
|                | Łączne straty w samolotach zadane nieprzyjacielowi przez polskich pilotów myśliwskich |        |        |        |        |        |         |
| Rok            | 1940                                                                                  | 1941   | 1942   | 1943   | 1944   | 1945   | Razem   |
| zniszczone     | 2141/6                                                                                | 202    | 90     | 114¾   | 103    | 38½    | 7695/12 |
| prawdopodobne  | 35                                                                                    | 52     | 36     | 42     | 10     | 2      | 177     |
| uszkodzone     | 37⅔                                                                                   | 60½    | 43     | 66     | 27     | 18     | 2521/6  |

### Wyniki operacyjne i bojowe jednostek bombowych
|                      | Operacje bombowe jednostek bombowych      |        |        |        |        |        |         |
| Rok                  | 1940                                      | 1941   | 1942   | 1943   | 1944   | 1945   | Razem   |
| samoloto-zadań       | 97                                        | 1 357  | 2 999  | 1 895  | 3 607  | 1 751  | 11 706  |
| godzin lotu          | 367                                       | 7 451  | 17 788 | 11 483 | 18 126 | 8 889  | 64 113  |
| ton bomb             | 62                                        | 1 793  | 2 784  | 813    | 5 088  | 2 667  | 13 206  |
| ton min              | -                                         | -      | 544    | 790    | 159    | 9      | 1502    |
|                      | Operacje specjalne jednostek bombowych    |        |        |        |        |        |         |
| Rok                  | 1940                                      | 1941   | 1942   | 1943   | 1944   | 1945   | Razem   |
| samoloto-zadań       | -                                         | 2      | 104    | 191    | 943    | 95     | 1 335   |
| godzin lotu          | -                                         | 22     | 835    | 1 573  | 6 781  | 716    | 9 927   |
| ton ekwipunku        | -                                         | 0,9    | 70     | 163,2  | 1248,4 | 94,3   | 1576,8  |
| zrzuceni skoczkowie  | -                                         | 9      | 137    | 193    | 334    | 19     | 692     |
|                      | Operacje transportowe jednostek bombowych |        |        |        |        |        |         |
| Rok                  | 1940                                      | 1941   | 1942   | 1943   | 1944   | 1945   | Razem   |
| samoloto-zadań       | 163                                       | 1 475  | 2 648  | 3 995  | 6 747  | 3 760  | 18 788  |
| godzin lotu          | 261                                       | 14 868 | 16 914 | 20 111 | 30 204 | 14 709 | 97 067  |
| dostarczone samoloty | 118                                       | 1 310  | 2 120  | 3 014  | 3 966  | 1 556  | 12 084  |
| liczba pasażerów     | 324                                       | 1 320  | 2 868  | 6 294  | 6 117  | 3 468  | 24 411  |
| ton ładunku          | 17                                        | 56     | 168    | 230    | 504    | 336    | 1 311   |
|                      | Wysiłek łączny jednostek bombowych        |        |        |        |        |        |         |
| Rok                  | 1940                                      | 1941   | 1942   | 1943   | 1944   | 1945   | Razem   |
| samoloto-zadań       | 2 459                                     | 15 866 | 16 141 | 19 347 | 36 696 | 14 844 | 105 353 |
| godzin lotu          | 2 924                                     | 39 063 | 50 901 | 56 431 | 101706 | 42 898 | 293 923 |

1. ↑  Wysiłek operacyjny jednostek myśliwskich w okresie 19 lipca 1940 – 8 maja 1945 nie dotyczy Polskiego Zespołu Myśliwskiego oraz polskich pilotów myśliwskich służących w jednostkach RAF i USAAF. Z kolei Dywizjon 309 "Ziemi Czerwieńskiej" został wliczony od 1 czerwca 1943, kiedy został przeniesiony do RAF Fighter Command.
2. ↑  Straty zadane nieprzyjacielowi przez polskich pilotów myśliwskich w powietrzu i na ziemi w okresie 19 lipca 1940 – 8 maja 1945 służących w jednostkach PSP, RAF oraz w USAAF.
3. ↑  Wysiłek operacyjny jednostek bombowych w operacjach bombardowania (RAF Bomber Command) oraz obrony wybrzeża (RAF Coastal Command) w okresie 19 lipca 1940 – 8 maja 1945 w liczbie wykonanych lotów zadaniowych, godzin lotu oraz zrzuconych w tonach bomb i min (w tym w 1945 dodatkowo 152 tony żywności zrzucone w Holandii).
4. ↑  Operacje specjalne jednostek bombowych w okresie 7 listopada 1941 – 26 lutego 1945 wykonywane przez Eskadrę C 138 Dywizjonu przekształconego w 1586 Eskadrę Specjalnego Przeznaczenia wyodrębnioną z 301 Dywizjonu.
5. ↑  Operacje transportowe jednostek bombowych w okresie 19 lipca 1940 – 8 maja 1945 wykonywane w ramach RAF Transport Command.

## Personel PSP

### Straty personelu latającego
Okres od 19 lipca 1940 do 8 maja 1945.
|                                                      | Straty pilotów myśliwskich                   |                    |                    |                    |                    |                    |       |
| Rok                                                  | 1940                                         | 1941               | 1942               | 1943               | 1944               | 1945               | Razem |
| polegli w akcji                                      | 33                                           | 50                 | 37                 | 38                 | 50                 | 16                 | 224   |
| zaginieni                                            | -                                            | 4                  | 4                  | 10                 | 31                 | 3                  | 52    |
| wzięci do niewoli                                    | -                                            | 15                 | 11                 | 20                 | 13                 | 14                 | 73    |
| Razem                                                | 33                                           | 69                 | 52                 | 68                 | 94                 | 33                 | 349   |
|                                                      | Straty lotników w operacjach bombowych       |                    |                    |                    |                    |                    |       |
| Rok                                                  | 1940                                         | 1941               | 1942               | 1943               | 1944               | 1945               | Razem |
| polegli w akcji                                      | 8                                            | 137                | 315                | 144                | 143                | 61                 | 808   |
| zaginieni                                            | -                                            | 5                  | 16                 | 7                  | 6                  | -                  | 34    |
| wzięci do niewoli                                    | -                                            | 67                 | 91                 | 19                 | 10                 | 18                 | 205   |
| Razem                                                | 8                                            | 209                | 422                | 170                | 159                | 79                 | 1047  |
|                                                      | Straty lotników w operacjach specjalnych     |                    |                    |                    |                    |                    |       |
| Rok                                                  | 1940                                         | 1941               | 1942               | 1943               | 1944               | 1945               | Razem |
| polegli w akcji                                      | -                                            | -                  | 19                 | 36                 | 109                | 3                  | 167   |
| zaginieni                                            | -                                            | -                  | -                  | 9                  | 9                  | -                  | 18    |
| wzięci do niewoli                                    | -                                            | 8                  | -                  | 15                 | 26                 | -                  | 49    |
| Razem                                                | -                                            | 8                  | 19                 | 60                 | 144                | 3                  | 234   |
|                                                      | Straty lotników w operacjach transportowych  |                    |                    |                    |                    |                    |       |
| Rok                                                  | 1940                                         | 1941               | 1942               | 1943               | 1944               | 1945               | Razem |
| polegli w akcji                                      | -                                            | 4                  | 4                  | 9                  | 12                 | 6                  | 35    |
| zaginieni                                            | -                                            | -                  | -                  | -                  | -                  | -                  | -     |
| wzięci do niewoli                                    | -                                            | -                  | -                  | -                  | -                  | -                  | -     |
| Razem                                                | -                                            | 4                  | 4                  | 9                  | 12                 | 6                  | 35    |
|                                                      | Łączne straty lotników w operacjach bojowych |                    |                    |                    |                    |                    |       |
| Rok                                                  | 1940                                         | 1941               | 1942               | 1943               | 1944               | 1945               | Razem |
| polegli w akcji                                      | 41                                           | 191                | 375                | 227                | 314                | 86                 | 1234  |
| zaginieni                                            | -                                            | 9                  | 20                 | 26                 | 46                 | 3                  | 104   |
| wzięci do niewoli                                    | -                                            | 90                 | 102                | 54                 | 49                 | 32                 | 327   |
| Razem                                                | 41                                           | 290                | 467                | 307                | 409                | 121                | 1665  |
|                                                      |                                              |                    |                    |                    |                    |                    |       |
|                                                      | Straty personelu podczas szkolenia           |                    |                    |                    |                    |                    |       |
| Rok                                                  | 1940                                         | 1941               | 1942               | 1943               | 1944               | 1945               | Razem |
| zginęli podczas szkolenia w jednostkach operacyjnych | w latach 1940-1945                           | w latach 1940-1945 | w latach 1940-1945 | w latach 1940-1945 | w latach 1940-1945 | w latach 1940-1945 | 394   |
| zginęli podczas szkolenia                            | 19                                           | 58                 | 38                 | 43                 | 30                 | 7                  | 195   |
| wzięci do niewoli                                    | -                                            | 3                  | -                  | -                  | -                  | 1                  | 4     |
| Razem                                                | 19                                           | 61                 | 38                 | 43                 | 30                 | 8                  | 593   |

### Informacje o personelu PSP
| Informacje o personelu PSP                |        |
| personel PSP pod koniec 1940              | 8 000  |
| liczba lotników                           | 6 158  |
| lotnicy polegli na służbie                | 1 879  |
| pomocnicza służba kobiet                  | 1 436  |
| personel w ewidencji PSP pod koniec wojny | 16 868 |
| wróciło do kraju (ok.)                    | 3 000  |